# Ullà
Ullà – gmina w Hiszpanii, w prowincji Girona, w Katalonii, o powierzchni 7,31 km². W 2011 roku gmina liczyła 1037 mieszkańców.